# 多核心モデル

多核心モデル：凡例は上から、CBD（■桃）、卸売/軽工業（■赤）、郊外業務地区（■薄黄）、下級住宅（■紫）、中級住宅（■緑）、高級住宅（■黄)、郊外住宅（■青）、重工業（■淡青）、郊外工業地区（■灰）。

多核心モデル（たかくしんモデル、英語: multiple nuclei model）は、チョーンシー・ハリス（Chauncy Harris）とエドワード・ウルマン（Edward Ullman）が、1945年の論文「The Nature of Cities」（「都市の性格」の意）で発表した、生態学的モデル。このモデルは、都市における諸機能の配置を表現したものである。これによれば、都市は中心業務地区から広がっていくとしても、共通した土地利用形態や財務上の必要をもっている同じ種類の産業は、お互いに近いところに集まることになるとされる。こうした産業別のグループ化は、それぞれ直近の住宅地区にも影響を与える。ホテルやレストランが空港周辺に集中するのは、その一例である。こうして形成される核の数や種類は、その都市の成長の指標となる。
この理論は、自家用車の普及によって人々の移動能力が拡大したことを発想の基礎に置いて、構成されたものである。移動性の拡大は、地方的な中心地が特定の機能（重工業や、企業団地など）に特化していくことを可能にする。この種のモデルにおいては、同心円モデルやセクター・モデルにおけるような意味での、はっきりとしたCBD（中心業務地区）は必ずしも存在しない。